# بی.آی.سی. هومبولت
بی.آی.سی. هومبولت (به انگلیسی: B.I.C. Humboldt) یک کشتی است که طول آن ۷۵٫۲ متر (۲۴۶ فوت ۹ اینچ) می‌باشد. این کشتی در سال ۱۹۷۸ ساخته شد.